# Рыжехвостый жулан

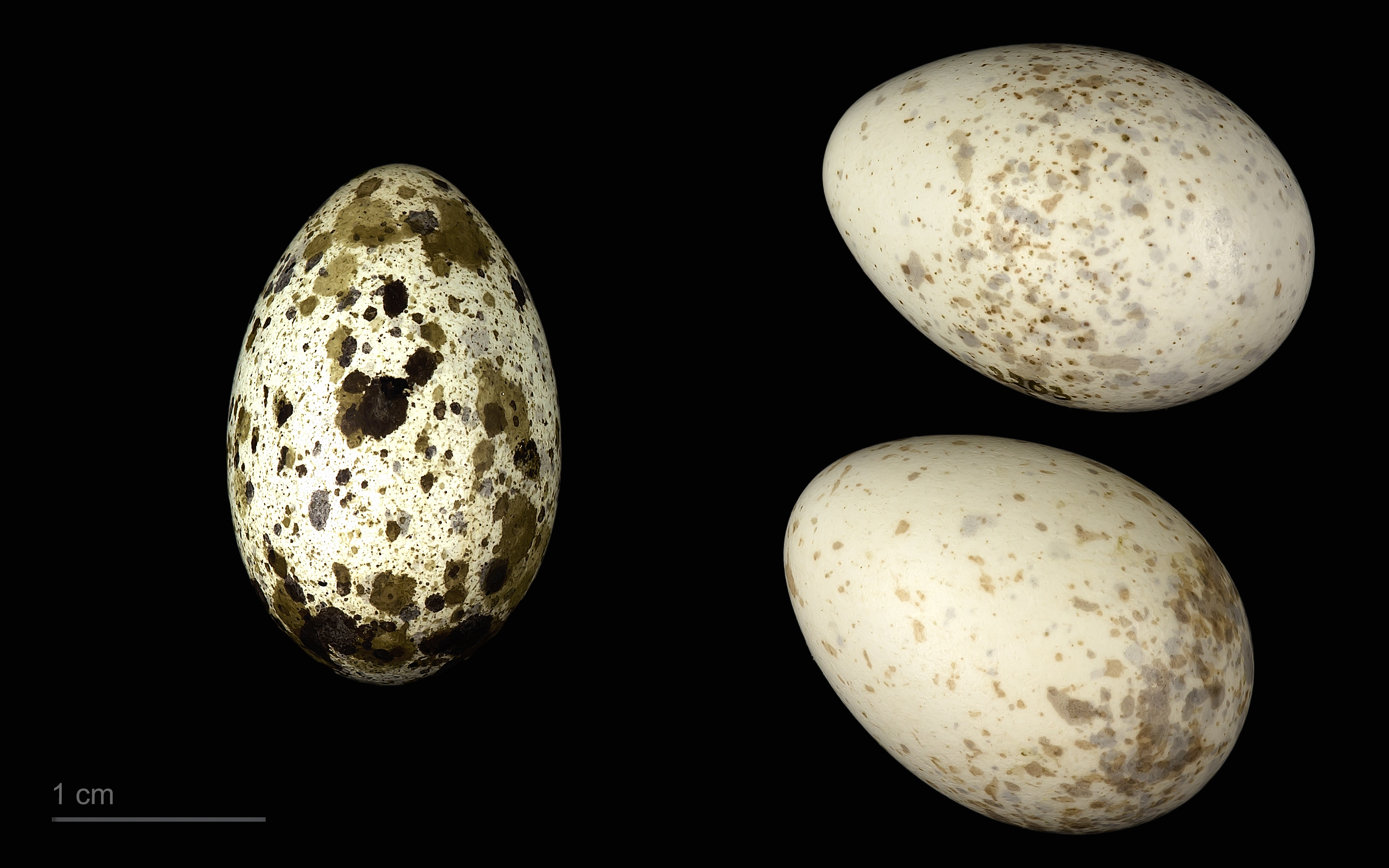
яйцо Cuculus canorus + Lanius phoenicuroides - Тулузский музеум

Рыжехвостый жулан (лат. Lanius phoenicuroides) — представитель семейства сорокопутовых. Раньше считался конспецифичным с буланым жуланом и обыкновенным жуланом (не следует путать с буланым жуланом, Lanius isabellinus, второе название которого так же рыжехвостый жулан).

## Описание
Оперение песчаного цвета. Хвост ярко-рыжей окраски.

## Распространение
Гнездится в Южной Сибири и Центральной Азии. 

## Биология
Рыжехвостый жулан — воробьиная птица среднего размера, мигрирующий вид, питается крупными насекомыми, мелкими птицами, грызунами и ящерицами. Как и другие сорокопуты, он охотится с возвышающихся наблюдательных постов, нанизывает свою добычу   на шипы растений или колючей проволоки в качестве запасов. Он размножается в открытых местах обитания, строит гнезда в колючем кустарнике.